# Brittiska territoriet i Indiska oceanen

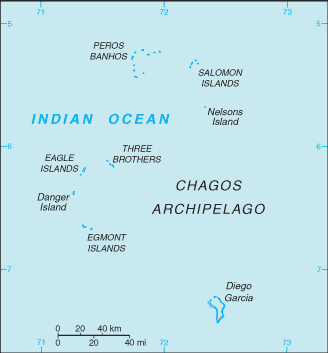
Översiktskarta.

Brittiska territoriet i Indiska oceanen (engelska: British Indian Ocean Territory, BIOT) är ett brittiskt utomeuropeiskt territorium i Indiska oceanen, halvvägs mellan Afrika och Indonesien. Området består av sju atoller med totalt omkring 1 000 öar. Mauritius gör anspråk på öarna och har fått rätt i FN.
Huvudstad är Diego Garcia, där USA och Storbritannien har en gemensam militärbas.

## Geografi
Området består av Chagosöarna med en area av 60 km² land (motsvarar 1/3 av ön Hisingen) och 54 340 km² vatten med sex atollområden, ett sextiotal öar samt ett antal rev.
- Diego Garcia är den största atollen och den enda bebodda platsen i Chagosöarna
- Egmont Islands med sex mindre öar
- Peros Banhos med 32 mindre öar
- Salomon Islands med elva mindre öar
- Great Chagos Bank med cirka 7 mindre öar
- Blenheim Reef med cirka 4 mindre öar

- Aldabra, Farquhar och Desrochesön överlämnades den 29 juni 1976 till Seychellerna.

## Historia
Området upptäcktes på 1500-talet av portugisiska sjöfarare. Överhögheten över området var omstritt av Frankrike och Storbritannien fram till den 17 maj 1810, då det slutligen blev del av den brittiska kolonin Seychellerna. Ursprungsbefolkningen ilwa tvångsevakuerades till Mauritius och Seychellerna mellan 1967 och 1973. Sedan 1981 hyrs det av USA och huvudön Diego Garcia fungerar som militärbas utan civilbefolkning.